# Prosotas superdates
Prosotas superdates är en fjärilsart som beskrevs av Hans Fruhstorfer 1916. Prosotas superdates ingår i släktet Prosotas och familjen juvelvingar. Inga underarter finns listade i Catalogue of Life.